# Teoremes de Sylow
Els teoremes de Sylow en matemàtiques, en concret en el camp de la teoria de grups finits, són un conjunt de teoremes que proporcionen informació sobre el nombre de subgrups d'un ordre fixat que conté un cert grup finit. Els teoremes de Sylow configuren una part fonamental de la teoria de grups finits, i tenen aplicacions importants en la classificació dels grups simples finits.
Els teoremes reben aquest nom pel matemàtic noruec Ludwig Sylow.
Donat un nombre primer p, un p-subgrup de Sylow (de vegades anomenat subgrup p-Sylow) d'un grup G és un p-subgrup maximal de G, és a dir, un subgrup de G que és un p-grup (tot element del grup té ordre igual a una potència de p), i que no és un subgrup propi de cap altre p-subgrup de G. El conjunt de tots els p-subgrups de Sylow es denota per Sylp(G).
Els teoremes de Sylow asseguren que existeix una versió recíproca parcial del teorema de Lagrange. Mentre que el teorema de Lagrange afirma que, per a qualsevol grup finit G, l'ordre (el nombre d'elements) de tot subgrup de G divideix l'ordre de G, els teoremes de Sylow afirmen que per a tot factor primer p de l'ordre d'un grup finit G, existeix un p-subgrup de Sylow de G. L'ordre d'un p-subgrup de Sylow d'un grup finit G és pn, on n és la multiplicitat de p en l'ordre de G, i tot subgrup d'ordre pn és un p-subgrup de Sylow de G. Els p-subgrups de Sylow d'un grup (fixat un nombre primer p) són conjugats els uns dels altres. El nombre de p-subgrups de Sylow d'un grup, donat un nombre primer p és congruent amb 1 mod p.

## Teoremes
En teoria de grups, és comú trobar col·leccions de subgrups maximals en un sentit o en un altre. El resultat sorprenent és que, en el cas de Sylp(G), tots els elements són, de fet, isomorfs els uns als altres, i tenen l'ordre més gran possible: si |G| = pnm amb n > 0 on p no divideix m, llavors tot p-subgrup de Sylow P té ordre |P| = pn. És a dir, P és un p-grup i mcd (|G : P|, p) = 1. Aquestes propietats es poden utilitzar per analitzar l'estructura de G.
Els següents teoremes foren proposats i demostrats per Ludwig Sylow l'any 1872, i publicats a Mathematische Annalen.
| Teorema 1 Per a qualsevol factor primer p amb multiplicitat n de l'ordre d'un grup finit G, existeix un p-subgrup de Sylow de G, d'ordre pn. |

La següent versió, més feble, del teorema 1 fou demostrada per Cauchy, i es coneix com a teorema de Cauchy:
Corol·lari: Donats un grup finit G un nombre primer p que divideix l'ordre de G, llavors existeix un element (i per tant, un subgrup) d'ordre p a G.
| Teorema 2 Donat un grup finit G i un nombre primer p, tots els p-subgrups de Sylow de G són conjugats els uns dels altres, és a dir, si H i K són p-subgrups de Sylow de G, llavors existeix un element g de G amb g−1Hg = K |

| Teorema 3 Sigui p un factor primer de multiplicitat n de l'ordre d'un grup finit G, de tal manera que hom pot escriure l'ordre de G com pnm, on n > 0 i p no divideix m. Sigui np el nombre de p-subgrups de Sylow de G. Llavors es té: - np divideix m, que és l'índex del p-subgrup de Sylow en G.. - np ≡ 1 mod p. - np = \|G : NG(P)\|, on P és qualsevol p-subgrup de Sylow de G i NG n'és el normalitzador. |

### Conseqüències
Els teoremes de Sylow impliquen que, per a un nombre primer p, tot p-subgrup de Sylow és del mateix ordre, pn. Recíprocament, si un subgrup té ordre pn, llavors és un p-subgrup de Sylow i, per tant, és isomorf a qualsevol altre p-subgrup de Sylow. Per la condició de maximalitat, si H és un p-subgrup qualsevol de G, llavors H és un subgrup d'un p-subgrup d'ordre pn.
Una conseqüència molt important del Teorema 2 és que la condició np = 1 és equivalent a dir que el p-subgrup de Sylow de G és un subgrup normal (existeixen grups que tenen subgrups normals però que no tenen subgrups de Sylow normals, com per exemple S₄).

### Teoremes de Sylow per a grups infinits
Existeix un anàleg dels teoremes de Sylow per a grups infinits. Definim un p-subgrup de Sylow en un grup infinit com un p-subgrup (és a dir, tot element té ordre igual a alguna potència de p) que és maximal per inclusió entre tots els p-subgrups del grup. Aquest tipus de subgrups existeixen pel lema de Zorn.
| Teorema (per a grups infinits) Si K és un p-subgrup de Sylow de G, i np = \|Cl(K)\| és finit, llavors tot p-subgrup de Sylow és conjugat a K, i np ≡ 1 mod p, on Cl(K) denota la classe de conjugació de K. |

## Exemples

A D₆, totes les reflexions són conjugades, ja que les reflexions corresponen als 2-subgrups de Sylow.

Una il·lustració simple dels subgrups de Sylow i els teoremes de Sylow són els grups diedrals del n-gon, D2n. Per a n senar, 2 = 2¹ és la màxima potència de 2 que divideix l'ordre del grup i, per tant, els subgrups d'ordre 2 són subgrups de Sylow. Aquests són els grups generats per una reflexió, de les quals n'hi ha n, i totes són conjugades per rotacions; geomètricament, els eixos de simetria passen per un vèrtex i un costat.

A D₁₂, les reflexions ja no corresponen a 2-subgrups de Sylow, i estan ubicades a dues classes de conjugacions diferents.

Per altra banda, si n és parell, llavors 4 divideix l'ordre del grup, i els subgrups d'ordre 2 ja no són subgrups de Sylow, i de fet es classifiquen en dues classes de conjugació, el que geomètricament correspon a què els eixos de reflexió passen per dos vèrtexs o per dues cares. Aquestes dues classes de conjugació estan relacionades mitjançant un automorfisme extern, que es pot representar per una rotació d'angle π/n, la meitat de la rotació mínima del grup diedral.

## Aplicacions
Com que el teorema de Sylow assegura l'existència de p-subgrups d'un grup finit, és útil estudiar en detall els grups d'ordre una potència d'un primer. La majoria dels exemples utilitzen el teorema de Sylow per a demostrar que un grup d'un cert ordre no és simple. Per a grups d'ordre petit, la condició de congruència del teorema de Sylow acostuma a ser suficient per a forçar l'existència d'un subgrup normal.
Per exemple:
1. Grups d'ordre pq, on p i q són primers, amb p<q.
2. Grup d'ordre 30, grups d'ordre 20, grups d'ordre p²q, amb p i q dos primers diferents.
3. (Grups d'ordre 60): Si o(G)=60 i G té més d'un 5-subgrup de Sylow, llavors G és simple.

### Ordres dels grups cíclics
Alguns nombres n són tals que tot grup d'ordre n és cíclic. Hom pot veure que n = 15 és un d'aquests nombres emprant els teoremes de Sylow: Sigui G un grup d'ordre 15 = 3 · 5 i sigui n₃ el nombre de 3-subgrups de Sylow. Llavors n₃ | 5 i n₃ ≡ 1 (mod 3). L'únic valor que satisfà aquestes condicions és 1; per tant, només hi ha un subgrup d'ordre 3, i ha de ser normal (ja que no té conjugats diferents). Anàlogament, n₅ ha de dividir 3, i n₅ ha de ser igual a 1 (mod 5); per tant, també ha de tenir un sol subgrup normal d'ordre 5. Com que 3 i 5 són coprimers, la intersecció d'aquests dos subgrups és trivial i, per tant, G ha de ser el producte directe de grups d'ordres 3 i 5, és a dir, el grup cíclic d'ordre 15. Per tant, només hi ha un grup d'ordre 15 (llevat d'isomorfisme).

### Els grups petits no són simples
Un exemple més complex té a veure amb l'ordre del grup simple més petit que no és cíclic. El teorema pa qb de Burnside afirma que si l'ordre d'un grup és el producte d'una o dues potències primeres, llavors és resoluble i, per tant, el grup no és simple, o bé és d'ordre primer i és cíclic. Això és cert per a tot grup d'ordre fins a 30 (= 2 · 3 · 5).
Si G és simple, i |G| = 30, llavors n₃ ha de dividir 10 (= 2 · 5), i n₃ ha de ser igual a 1 (mod 3). Per tant, n₃ = 10, ja que ni 4 ni 8 divideixen 10, i si n₃ = 1 llavors, com abans, G tindria un subgrup normal d'ordre 3, i no podria ser simple. G té, doncs, 10 subgrups cíclics diferents d'ordre 3, cadascun dels quals té 2 elements d'ordre 3 (a més de la identitat). Això significa que G té, com a mínim, 20 elements diferents d'ordre 3.
Addicionalment, n₅ = 6, ja que n₅ ha de dividir 6 (= 2 · 3), i n₅ ha de ser igual a 1 (mod 5). Per tant, G també té 24 elements diferents d'ordre 5. Però l'ordre de G només és 30, i en conseqüència no pot existir un grup simple d'ordre 30.
A continuació, suposem que |G| = 42 = 2 · 3 · 7. Aquí, n₇ ha de dividir 6 (= 2 · 3) i n₇ ha de ser igual a 1 (mod 7), de tal manera que n₇ = 1. Per tant, com abans, G no pot ser simple.
D'altra banda, per a |G| = 60 = 2² · 3 · 5, llavors n₃ = 10 i n₅ = 6 és perfectament possible. De fet, el grup no cíclic simple més petit és A₅, el grup alternant de 5 elements. Té ordre 60, i té 24 permutacions cícliques d'ordre 5, i 20 d'ordre 3.

### Teorema de Wilson
Part del teorema de Wilson afirma que
{\displaystyle (p-1)!\ \equiv \ -1{\pmod {p}}}
per a qualsevol p primer. Es pot demostrar fàcilment emprant el tercer teorema de Sylow. Efectivament, observem que el nombre np de p-subgrups de Sylow dins del grup simètric Sp és (p−2)!. Per altra banda, np ≡ 1 mod p. Per tant, (p−2)! ≡ 1 modp. Així, (p−1)! ≡ −1 modp.

## Demostració dels teoremes de Sylow
Els teoremes de Sylow s'han demostrat d'una multitud de maneres, i la mateixa història de les demostracions ha estat objecte de moltes publicacions, entre les quals Waterhouse 1980, Scharlau 1988, Casadio & Zappa 1990, Gow 1994, i parcialment Meo 2004.
Una demostració dels teoremes de Sylow fa ús de la noció d'acció de grup en diverses maneres creatives. El grup G actua sobre ell mateix o sobre el conjunt dels seus p-subgrups de diverses maneres, i cadascuna d'aquestes accions es pot fer servir per demostrar un dels teoremes de Sylow. Les següents demostracions estan basades en arguments de combinatòria de Wielandt 1959. A continuació, hom denota per a | b la condició "a divideix b" i a {\displaystyle \nmid } b per a la negació d'aquesta condició.
| Teorema 1 Un grup finit G amb ordre \|G\| divisible per una potència d'un primer pk té un subgrup d'ordre pk. |

Donat un ω ∈ Ω, considerem el seu subgrup estabilitzador Gω = {g ∈ G | gω = ω}. Fixat un element α ∈ ω, la funció [g ↦ gα] envia Gω a ω de manera injectiva: donats dos elements g, h ∈ Gω, tenim que gα = hα implica g = h, perquè α ∈ ω ⊆ G vol dir que hom pot cancel·lar per la dreta. Per tant, pk = |ω| ≥ |Gω|.
Per altra banda,
{\displaystyle {\begin{aligned}|\Omega |={p^{k}m \choose p^{k}}&=\prod _{j=0}^{p^{k}-1}{\frac {p^{k}m-j}{p^{k}-j}}\\&=m\prod _{j=1}^{p^{k}-1}{\frac {p^{k-\nu _{p}(j)}m-j/p^{\nu _{p}(j)}}{p^{k-\nu _{p}(j)}-j/p^{\nu _{p}(j)}}}\end{aligned}}}
i no hi ha cap potència de p que aparegui com a factor dins del producte de la dreta. Així, νp (|Ω|) = νp(m) = r.
Sigui R ⊆ Ω una representació completa de totes les classes d'equivalència sota l'acció de G. Llavors
{\displaystyle |\Omega |=\sum _{\omega \in R}|G\omega |}.
Per tant, existeix un element ω ∈ R tal que s := νp(|Gω|) ≤ νp(|Ω|) = r. Així, |Gω| = psv on p no divideix v. Pel teorema òrbita-estabilitzador tenim |Gω| = |G| / |Gω| = pk+r-su/v. Per tant, pk | |Gω|, de tal manera que pk ≤ |Gω| i Gω és el subgrup desitjat.
| Lema Sigui G un p-grup finit, sigui Ω un conjunt finit, sigui ΩG el conjunt generat per l'acció de G sobre tots els elements de Ω, i sigui Ω0 el conjunt de punts de ΩG que romanen fixos sota l'acció de G. Llavors | ≡ \|Ω0\| mod p. |

| Teorema 2 Si H és un p-subgrup de G, i P és un p-subgrup de Sylow de G, llavors existeix un element g de G tal que g−1Hg ≤ P. En particular, tots els p-subgrups de Sylow de G són conjugats els uns dels altres (i, per tant, isomorfs), és a dir, si H i K són p-subgrups de Sylow de G, llavors existeix un element G de G tal que g−1Hg = P. |

| Teorema 3 Sigui q l'ordre d'un p-subgrup de Sylow qualsevol d'un grup finit G. Llavors np \| \|G\|/q i np ≡ 1 mod p. |

## Algorismes
El problema de trobar un subgrup de Sylow d'un cert grup és un problema important en teoria de grups computacional.
Una demostració de l'existència de p-subgrups de Sylow és de tipus constructiu: si H és un p-subgrup de G, i l'índex [G:H] és divisible per p, llavors el normalitzador N = NG(H) de H dins G compleix també que [N : H] és divisible per p. En altres paraules, hom pot trobar un sistema generador policíclic d'un p-subgrup de Sylow començant a partir d'un p-subgrup qualsevol H (que inclogui la identitat) i prenent els elements d'ordre igual a una potència de p que estiguin en el normalitzador de H però no en H. La versió algorísmica d'aquest procediment (i moltes millores) es pot trobar en el llibre de text Butler 1991, Chapter 16, que també inclou l'algorisme descrit a Cannon 1971. Aquestes versions estan implementades en el sistema algebraic computacional GAP.
En grups de permutacions, està demostrat a Kantor 1985 (a), 1985 (b) i Kantor & Taylor 1988 que hom pot calcular un p-subgrup de Sylow i el seu normalitzador en temps polinòmic de l'entrada (el grau del grup multiplicat pel nombre de generadors). Aquests algorismes es descriuen a Seress 2003, i actualment és un mètode pràctic, ja que es poden reconèixer de manera constructiva els grups simples finits. En particular el sistema algebraic computacional Magma.

### Demostracions
- Casadio, Giuseppina; Zappa, Guido «History of the Sylow theorem and its proofs» (en italià). Boll. Storia Sci. Mat., 10, 1, 1990, pàg. 29–75. ISSN: 0392-4432.
- Gow, Rod «Sylow's proof of Sylow's theorem». Irish Math. Soc. Bull., 33, 1994, pàg. 55–63. ISSN: 0791-5578.
- Kammüller, Florian; Paulson, Lawrence C. «A formal proof of Sylow's theorem. An experiment in abstract algebra with Isabelle HOL» (pdf). J. Automat. Reason., 23, 3, 1999, pàg. 235–264. Arxivat de l'original el 2006-01-03. DOI: 10.1023/A:1006269330992. ISSN: 0168-7433 [Consulta: 5 juny 2016].
- Meo, M. «The mathematical life of Cauchy's group theorem». Historia Math., 31, 2, 2004, pàg. 196–221. DOI: 10.1016/S0315-0860(03)00003-X. ISSN: 0315-0860.
- Scharlau, Winfried «Die Entdeckung der Sylow-Sätze» (en alemany). Historia Math., 15, 1, 1988, pàg. 40–52. DOI: 10.1016/0315-0860(88)90048-1. ISSN: 0315-0860.
- Waterhouse, William C. «The early proofs of Sylow's theorem». Arch. Hist. Exact Sci., 21, 3, 1980, pàg. 279–290. DOI: 10.1007/BF00327877. ISSN: 0003-9519.
- Wielandt, Helmut «Ein Beweis für die Existenz der Sylowgruppen» (en alemany). Arch. Math., 10, 1, 1959, pàg. 401–402. DOI: 10.1007/BF01240818. ISSN: 0003-9268.

### Algorismes
- Butler, G. Fundamental Algorithms for Permutation Groups. 559.  Berlín, Nova York: Springer-Verlag, 1991 (Lecture Notes in Computer Science). DOI 10.1007/3-540-54955-2. ISBN 978-3-540-54955-0.
- Kantor, William M. «Polynomial-time algorithms for finding elements of prime order and Sylow subgroups». J. Algorithms, 6, 4, 1985, pàg. 478–514. DOI: 10.1016/0196-6774(85)90029-X. ISSN: 0196-6774.
- Kantor, William M. «Sylow's theorem in polynomial time». J. Comput. System Sci., 30, 3, 1985, pàg. 359–394. DOI: 10.1016/0022-0000(85)90052-2. ISSN: 1090-2724.
- Kantor, William M.; Taylor, Donald E. «Polynomial-time versions of Sylow's theorem». J. Algorithms, 9, 1, 1988, pàg. 1-17. DOI: 10.1016/0196-6774(88)90002-8. ISSN: 0196-6774.
- Kantor, William M. «Finding Sylow normalizers in polynomial time». J. Algorithms, 11, 4, 1990, pàg. 523–563. DOI: 10.1016/0196-6774(90)90009-4. ISSN: 0196-6774.
- Seress, Ákos. Permutation Group Algorithms. 152.  Cambridge University Press, 2003 (Cambridge Tracts in Mathematics). ISBN 978-0-521-66103-4.